# Приговорённые пожизненно
Приговорённые пожизненно — цикл документальных фильмов Вахтанга Микеладзе, выходивший в 2008 году на ДТВ.
В основе фильмов — оперативные съёмки из архивов МВД и ФСБ России, Прокуратуры и Министерства юстиции РФ, а также ранее неизвестные широкой аудитории факты нашумевших дел. Основные темы фильмов — преступления, реально бывшие в прошлом уголовные или гражданские дела.

## О программе
В основе этого телевизионного проекта лежат материалы уголовных дел 90-х годов. Именно тогда, по горячим следам, авторы беседовали с оперативниками, следователями, судьями и с теми, кто совершал жестокие преступления. Многие из преступников были осуждены на пожизненное заключение. Спустя 12-15 лет, съёмочная группа во главе с режиссёром Вахтангом Микеладзе и тележурналистом Юрием Краузе разыскала некоторых из них в колониях для пожизненно осуждённых.
Они посетили колонии «Белый лебедь» (Пермский край) и «Черный дельфин» (Оренбургская область), побывали в Мордовии и на острове Огненном. Эти исправительные учреждения появились в России после 1996 года, когда был введён мораторий на смертную казнь.
Некоторые из тех, кто отбывает здесь наказание, сожалеют, что им сохранили жизнь. Другие раскаялись, уверовали в Бога и в вере ищут последнее прибежище. Практически все сожалеют о содеянном, даже те, кто считает, что их осудили излишне строго. В этих колониях происходят удивительные метаморфозы с людьми. Преступники, за которыми тянется кровавый след, превращаются здесь в монахов и проповедуют любовь к ближнему. Те, кто не так давно вербовал в бандиты наивных, глуповатых ребят, сегодня предостерегают всех от подобного шага. Жизнь в тюрьме, где изо дня в день можно видеть небо только через решётку, постоянно общаться только с сокамерником, заставляет пересмотреть на многое свои взгляды.
Авторы провели более сотни интервью с пожизненно заключёнными, что позволило создать телевизионный цикл, в котором по-новому освещается извечная проблема преступления и наказания. Руководители ФСИН предоставили практически все возможности для проведения съёмок в тюрьмах с чрезвычайно строгим режимом, так что зрители получают полное представление о жизни пожизненно лишённых свободы.
Фильмы сделаны в жёсткой, документальной манере с использованием кино-фотодокументов, материалов уголовных дел, хроник того времени. И в то же время у каждого своё художественное решение, оказывающее эмоциональное воздействие на зрителей.

## Перечень выпусков телепередачи «Приговорённые пожизненно»
| «Шестьдесят первая жертва» | 2 |
| с 1992 года в Москве в Битцевском лесопарке началась серия жестоких беспричинных убийств. Поиски неизвестного маньяка продолжались четырнадцать лет. 16 июня 2006 года был задержан грузчик расположенного неподалёку от лесопарка продуктового магазина Александр Пичушкин, который признался в совершении 61 убийства. В 2007 году суд приговорил его к пожизненному лишению свободы. |   |
| «Шестой коридор» | 1 |
| В октябре 1996 года журналист Юрий Дзарданов брал интервью у двух людей, приговорённых за убийства к высшей мере наказания — смертной казни через расстрел — бывшего офицера Александра Пустовита и бывшего учителя физики Игоря Лендьела. Спустя пять лет, когда смертная казнь обоим была заменена на пожизненное лишение свободы, Дзарданов вновь взял интервью у них, и провёл сравнение — что из себя представляли Пустовит и Лендьел, когда смертная казнь была ещё в силе, и теперь, когда она им уже не угрожает. |   |
| «Досрочное освобождение… для маньяка» | 1 |
| В 2006—2007 годах в Санкт-Петербурге действовал серийный насильник и убийца Дмитро Вороненко, убивший четырёх девочек. Когда он был арестован и приговорён к пожизненному лишению свободы, родители его жертв обратились в Верховный Суд России с требованием применения к Вороненко смертной казни, но им не пошли навстречу. |   |
| «Золотые деньки» | 1 |
| В первой половине 1990-х годов в борьбе за контроль над хищениями с местного золотоперерабатывающего завода в городе Касимове Рязанской области погибли десятки людей. Лишь в 1996 году правоохранительным органам с трудом удалось ликвидировать преступные группировки города. Лидер одной из таких группировок Виталий Курбатов был приговорён к пожизненному лишению свободы за совершение четырёх убийств. |   |
| «Убить дракона» | 1 |
| В 1993 году на телеэкраны страны вышел фильм Вахтанга Микеладзе «Серые цветы», рассказывающий о детской преступности. В этой серии продолжается рассмотрение поднятых фильмом вопросов. |   |
| «Побег в криминал» | 2 |
| В этой серии авторы документального цикла продолжают рассказывать о детской преступности. |   |
| «Храм за колючей проволокой» | 1 |
| В 2007 году в одной из колоний для приговорённых к пожизненному заключению был открыт православный храм. На торжественное его открытие были приглашены и несколько заключённых. |   |
| «Исповедь приговорённого пожизненно» | 1 |
| В начале 1990-х годов бывший военный лётчик Андрей Хотинов совершил несколько убийств, в 1992 году за это он был приговорён к высшей мере наказания. Приведения в исполнение приговора он дожидался в одной камере с печально известным маньяком Сергеем Головкиным и таким же убийцей, как и сам, Виктором Голубевым. Голубев и Хотинов были помилованы и наказание им заменили на пожизненное лишение свободы, а самого Головкина расстреляли. Сейчас оба убийцы отбывают наказание в колонии в посёлке Сосновка.       |   |
| «Светлая полоса Михаила Устиновича» | 1 |
| В начале 1990-х годов по Москве прокатилась волна разбойных нападений на магазины, пункты обмена валюты и квартиры. Через некоторое время банда была задержана. Её лидера, Михаила Устиновича, суд приговорил к высшей мере наказания — расстрелу, впоследствии заменённому на пожизненное лишение свободы. В настоящее время Устинович отбывает наказание в колонии «Белый лебедь» города Соликамска. |   |
| «Метка посланника Сатаны» | 1 |
| 18 апреля 1993 года в монастыре Оптина пустынь душевнобольной Николай Аверин совершил жестокое убийство трёх монахов. Уже через несколько дней убийцу задержали. Его признали невменяемым и отправили на принудительное лечение в специализированную психиатрическую больницу. |   |
| «Не дожившие до пожизненного заключения» | 3 |
| Многие члены преступных группировок 1990-х годов смогли избежать пожизненного лишения свободы лишь только потому, что были убиты. В первой части этой серии рассказывается об Ореховской преступной группировке, во второй — о киллере № 1 Александре Солонике, в третьей — о Сергее Буторине. |   |
| «Под крылом белого лебедя» | 1 |
| В 1999 году Свердловский областной суд вынес пожизненный приговор совершившему разбойное нападение с убийством четырёх человек 21-летнему Евгению Хвощевскому. В настоящее время Хвощевский отбывает наказание в колонии «Белый лебедь». |   |
| «Исповедь главаря банды» | 2 |
| В середине 1990-х годов в Москве орудовала банда жителей Саранска во главе с Андреем Волховым. Банда совершила по меньшей мере шесть убийств. В 1997 году бандиты были осуждены. Волхова приговорили к расстрелу, впоследствии заменённому на пожизненное лишение свободы. |   |
| «Человек, который не знает, почему убивал» | 2 |
| В феврале 1999 года два алкоголика — Юрий Алёхин и Алексей Решетов — совершили ограбление квартиры своих знакомых, при этом убив двух человек, один из которых был ребёнком. Суд приговорил обоих к пожизненному лишению свободы. |   |
| «Диалоги с убийцами» | 4 |
| В этом фильме рассказывается о приговорённых к пожизненному лишению свободы за убийства. В первой серии рассказывается о продолжении разговора с Хвощевским, во второй — об убийце двух человек Максиме Меркулове, в третьей — об убийце двух человек Дмитрии Абрамове, в четвёртой — об убийце пяти человек Игоре Белослудцеве. |   |
| «Африканские страсти» | 1 |
| В августе 2005 года в Воронежской области была зверски убита семья из трёх человек. Убийца был вскоре вычислен и арестован. Им оказался единственный проживавший в тех краях темнокожий гражданин Игорь Булак. Суд приговорил его к пожизненному лишению свободы. |   |
| «Похитители-убийцы» | 1 |
| В этой серии рассказывается о банде некоего Соломатина, похищавшей и убивавшей молодых женщин. Суд приговорил Соломатина к 24 годам заключения. |   |
| «Он убивал только женщин» | 1 |
| В 2002 году в Москве появился серийный убийца, которого народная молва окрестила «ховринским маньяком». Через несколько месяцев Владимир Белов был арестован, а впоследствии приговорён к пожизненному лишению свободы. |   |
| «Кто остановит маньяка?» | 1 |
| В 2005 году в Воронежской области появился серийный убийца, насиловавший и убивавший школьниц. Через некоторое время маньяк, оказавшийся бывшим милиционером Сергеем Осипенко. Суд приговорил его к пожизненному лишению свободы. |   |
| «Заключённые камеры № 17» | 2 |
| В этой серии рассказывается о трёх приговорённых к пожизненному лишению свободы, и отбывающих своё наказание в камере № 17 колонии «Белый лебедь». Все они убийцы, но абсолютно разные — один похитил с целью получения выкупа ребёнка и убил его, второй убил шестерых водителей, третий убил собственную беременную жену. |   |
| «Путешествие в образцовую тюрьму» | 1 |
| В этой серии рассказывается об истории колонии «Чёрный дельфин» и распорядке в ней. |   |
| «12 лет спустя» | 1 |
| В 2001 году к пожизненному лишению свободы был приговорен террорист Салаудин Тимирбулатов по кличке «Тракторист», который вместе с боевиками под видеозапись убил несколько российских солдат. В настоящее время он отбывает наказание в колонии «Чёрный дельфин» и всю вину за свои преступления пытается переложить на Дудаева и Масхадова. |   |
| «Приговорённые в Чёрный дельфин» | 4 |
| В этих сериях рассказывается о нескольких приговорённых к пожизненному лишению свободы, содержащихся в колонии «Чёрный дельфин». Это убийца одиннадцати автомобилистов Евгений Нагорный, маньяк-людоед Владимир Николаев, сексуальные маньяки Олег Рыльков и Владимир Муханкин, массовый убийца Евгений Карпухин и растлитель и убийца несовершеннолетних Вадим Кротов. |   |
| «Крик души» | 1 |
| Создатели фильма показали серию «Исповедь главаря банды» в Икшанской воспитательной колонии местным заключённым-несовершеннолетним, и выслушали их мнение о ней. |   |
| «Разборка на улице Розы Люксембург» | 2 |
| В 1996 году в результате криминальной разборки в Иркутске в шашлычной «Пиво» погибли пять человек, два из которых были обычными мирными гражданами. Убийцы, оказавшимися отцом и сыном Станиславом и Игорем Тищенко, были арестованы и приговорены к пожизненному лишению свободы. Сейчас они отбывают своё наказание в колонии «Чёрный дельфин». |   |
| «Последний бандит Советского Союза» | 1 |
| В 1990 году на железнодорожном вокзале Ташкента был задержан знаменитый бандит и убийца Сергей Мадуев. Пытаясь несколько раз бежать, он на пять лет затянул следствие, и смертную казнь ему заменили на пожизненное лишение свободы. В 2000 году Мадуев умер в колонии «„Чёрный дельфин“». |   |

## Перечень выпусков телепередачи «Пожизненно лишённые свободы»
| «Отцы и дети» | 4 |
| Этот фильм продолжает рассказывать об отце и сыне Тищенко, убивших пять человек во время криминальной разборки в Иркутске, а также об убийце Михаиле Иванцове, в колонию к которому просится его сын, который готов ради этого пойти на любое преступление. Сам Иванцов просит сына воздержаться от этого. |   |
| «Чеченский синдром» | 1 |
| Фильм рассказывает о чеченском полевом командире Салаудине Тимирбулатове, известном под кличкой «Тракторист». |   |
| «Маньяки из Чёрного дельфина» | 1 |
| В этом фильме продолжается рассказ о маньяках Олеге Рылькове, Владимире Муханкине, Сергее Синкине и Сергее Шипилове. |   |

## Награды
- Премия ФСИН «Хрустальная сова» (2008) — за цикл фильмов «Приговорённые пожизненно»[14].